# Trio Infernal
Trio Infernal (Originaltitel: Le trio infernal) ist eine französisch-deutsch-italienische Co-Produktion, die von Francis Girod 1974 als Schwarze Komödie inszeniert wurde. In den Hauptrollen spielen Michel Piccoli, Romy Schneider und Mascha Gonska.

## Handlung
Marseille 1931: Philomene Schmidt (Romy Schneider), eine bildschöne junge Deutsche, die als Pflegerin einer Greisin angestellt ist, steht nach deren Tod auf der Straße. Ihr Liebhaber, ein älterer Franzose namens Villette (Jean Rigaux), gibt vor, sie nicht heiraten zu können, weil eine Scheidung von seiner seit dem Krieg verschollenen Ehefrau nicht möglich sei. Da springt der in die Ehrenlegion aufgenommene geldgierige Rechtsanwalt Georges Sarret (Michel Piccoli) ein und legt Villette gefälschte Dokumente über den Tod seiner Frau vor. Nun steht einer Heirat nichts mehr im Wege. Fast gleichzeitig werden Philomene und ihre Schwester Catherine (Mascha Gonska) die Geliebten des Anwalts. Nach Villettes baldigem Tod bedauert Georges, keine Lebensversicherung für ihn abgeschlossen zu haben.
Diesen Fehler vermeidet er, als er den kranken Rentner Detreuil überredet, eine junge Deutsche zu heiraten, die in Frankreich bleiben und deshalb die französische Staatsangehörigkeit annehmen möchte. Diesmal ist Catherine die Braut. Georges findet auch noch einen gesunden Komplizen, Chambon, der bereit ist, sich für Detreuil auszugeben und eine Lebensversicherung zu Catherines Gunsten abzuschließen. Nach Detreuils Tod und der Auszahlung der Versicherungssumme zieht Georges erst einmal seine angeblichen Ausgaben davon ab, den Rest teilt er durch zwei: eine Hälfte für sich und eine Hälfte für seine beiden Geliebten.
Um sicherzugehen, will Georges als Nächstes Chambon aus dem Weg räumen. Da trifft es sich gut, dass dieser mit einer steinreichen Pfandleiherin verheiratet ist: Noemie (Andréa Ferréol). Zu Weihnachten laden Georges, Philomene und Catherine das Paar ein. Während Noemie und Philomene in der Küche das Geschirr spülen, klimpert Catherine so laut auf dem Flügel, dass der Pistolenschuss nicht zu hören ist, mit dem Georges den Hausherrn niederstreckt. Dann nimmt Georges ein Gewehr aus dem Waffenschrank, geht ins Freie, nickt Noemie freundlich durchs Küchenfenster zu – und erschießt sie. Das Trio zerrt die Leichen ins Badezimmer und legt sie in zwei mit Schwefelsäure gefüllte Badewannen, damit sie sich auflösen.
Ein anderer Komplize, der sich als Chambon ausgibt, beauftragt Georges im Beisein eines Notars mit dem Verkauf des Hauses der Getöteten.
Durch einen weiteren Betrug kommt Georges auch noch an die Lebensversicherung, die er im Namen des todkranken Schuhmachers Di Lorenzo abschließen ließ.
Inzwischen hat Georges beschlossen, in die Politik zu gehen. Um den Weg frei zu machen, sorgt er dafür, dass einer der Kandidaten für die anstehenden Wahlen durch Fotografien kompromittiert wird, die ihn mit anderen Frauen in flagranti zeigen.
Zur Tarnung variiert Georges die Methode: Als Nächstes schließt er für Catherine eine hohe Lebensversicherung ab und schickt Philomene los, eine junge, sterbenskranke Waise zu finden, die dann als Catherine ausgegeben werden soll. Philomene tut so, als sei sie eine reiche, wohltätige Witwe und findet tatsächlich eine schwindsüchtige junge Frau (Monica Fiorentini) ohne Angehörige, deren Pflege im Hospital zu viel Arbeit macht. Das Trio holt das Mädchen zu sich ins Haus. Catherine muss Dienstmädchen und Krankenpflegerin in einer Person spielen. Um den Tod zu beschleunigen, nimmt Georges die Lungenkranke nachts mit in ein Spielcasino und bringt Catherine dazu, die Erschöpfte anschließend in ihrem Bett zu verführen. Wider Erwarten blüht das lesbische Mädchen dabei auf. Da stürzt Catherine sich verzweifelt aus dem Fenster.
Im Trauerzug flüstert Georges Philomene zu, dass die Lebensversicherung gezahlt hat. Bald darauf heiraten die beiden.

## Hintergrund
Der Film basiert auf dem authentischen Fall des Mörders Georges-Alexandre Sarrejani, dieser wurde am 10. April 1934 in Aix-en-Provence hingerichtet.
Die Rolle der Catherine wurde ursprünglich Uschi Glas angeboten. Diese lehnte das verlockende Angebot ab, da sie sich der Aufgabe nicht gewachsen fühlte: „Ich hätte meine Seele opfern müssen für diese Rolle.“

## Kritiken
- prisma-online: Durch prägnante Charakterzeichnungen gelingt Regiedebütant Francis Girod („Die Bankiersfrau“) mit seinem prachtvoll ausgestatteten Schauerstück eine furiose Gratwanderung zwischen makabrem Realismus und bitterböser Ironie. Neben dem unwiderstehlichen Michel Piccoli brilliert in der Rolle der skrupellosen, lebenshungrigen Luxusfrau eine enthemmte und entfesselte Romy Schneider, die hier endgültig mit ihrem „Sissi“-Image aufräumt, die "Sissi"-Fans schockte und von der französischen Presse als das „charmante Monster“ gefeiert wurde.[2]

- Lexikon des internationalen Films: Das streckenweise krass naturalistische Schauerstück ist weit entfernt von Parodie und Satire: ein eiskalt inszeniertes Spiel mit Blut und Ekel, Gewalt und vielfacher Perversion, das nur ansatzweise ein ernstzunehmendes Abbild moderner Lebensformen und Gesellschaftsmechanismen ist. In die Bedeutungsschwere bringt allein die Musik etwas Witz.[3]